# William Shaner
William "Will" Shaner, född 25 april 2001 i Colorado Springs i Colorado, är en amerikansk sportskytt.
Han blev olympisk guldmedaljör i luftgevär vid sommarspelen 2020 i Tokyo.